# Tay deng
Le tay deng (ou taï daeng, taï rouge) est une langue taï-kadaï, parlée au Viêt Nam, ainsi qu'au Laos.

## Répartition géographique
Au Viêt Nam, les locuteurs du tay deng résident dans le Nord du pays, dans la province de Sơn La et au Laos dans la province de Houaphan.

## Classification
Le tay deng appartient au sous-groupe des langues taï du Sud-Ouest, rattaché aux langues taï au sein de la famille taï-kadaï.

## Sources
- (en) David Bradley, 2007, East and Southeast Asia dans christopher Moseley (éditeur) Encyclopedia of the world’s endangered languages, pp. 349-424, Milton Park, Routledge.
- (en) Jean Donaldson, Jerold A. Edmondson, 1997, A Preliminary Examination of Tay Tac, dans Jerold A. Edmondson, David B. Solnit (éditeurs), Comparative Kadai. The Tai Branch, pp. 235-266, SIL International and the University of Texas at Arlington Publications in Linguistics, vol. 124, Arlington, Summer Institute of Linguistics et The University of Texas at Arlington.